# Gyros (crambídeos)
Gyros (Crambidae) é um gênero de mariposa pertencente à família Crambidae.